# Type 64 (автоматическая винтовка)
7,62-мм винтовка Тип 64 (яп. 64式7.62mm小銃 Року ён сики нана тэн року ни мири сё:дзю:) —  японская автоматическая винтовка, разработанная фирмой Howa Machinery Company Ltd под руководством полковника Кэндзо Иваситы. Специалисты оценивали Type 64 как мощное и точное, но тяжёлое и сложное в производстве и обслуживании оружие.

## История
В середине 1950-х годов командование силами самообороны Японии осознало необходимость в разработке нового автоматического оружия для замены использовавшихся после Второй мировой войны винтовок M1 Garand и М1 Carbine.
В марте 1956 года между США и Японией было подписано "соглашение о стандартизации", в соответствии с которым США предоставили Японии лицензии на производство основных типов боеприпасов к оружию американского производства, находившемуся на вооружении вооружённых сил Японии. В результате, новым штатным японским винтовочно-пулемётным патроном стал патрон 7,62×51 мм НАТО.
Соответствующие работы начались в 1956 году. В них участвовала компания Howa Machinery Company Ltd из города Нагоя под руководством полковника Кэндзо Иваситы.
В апреле 1958 года состоялись полигонные испытания первых образцов под индексами R-1 и R-2, а в 1962 году появился доработанный вариант под индексом R-6. В связи с возросшими требованиями военных к 1964 году был разработан ряд моделей R-6E, последняя из которых и была принята на вооружение под обозначением "тип 64".
Первые автоматические винтовки "тип 64" начали поступать в войска уже в 1964 году, однако начавшийся осенью 1973 года всемирный топливно-энергетический кризис осложнил положение в зависимой от импорта сырья и энергоносителей экономике Японии и замедлил процесс перевооружения войск - в результате, даже к концу 1977 года пехотные дивизии японских сухопутных войск были по-прежнему вооружены 7,62-мм самозарядными винтовками M1 "Garand" и 7,62-мм самозарядными карабинами М1 американского производства времён второй мировой войны.
Оружие производилось в посёлке Синкава (в настоящее время город Киёсу) до 1988 года, когда ему на смену пришёл автомат Type 89 под малоимпульсный патрон 5,56×45 мм. На экспорт Type 64 не поставлялась.

## Описание
Type 64 использует модифицированный патрон 7,62×51 мм с уменьшенным зарядом пороха, использование которых уменьшало отдачу ещё на 20 %, а начальную скорость пули — на 10 %. 
Винтовка оснащена газовым регулятором, при переключении которого возможно использование стандартных патронов НАТО, хотя это и влечёт за собой уменьшение эффективности огня.
Автоматика основана на отводе пороховых газов из канала ствола, газовый поршень имеет короткий ход, запирание осуществляется перекосом затвора (аналогично советскому СКС). Стрельба ведётся с переднего шептала, а в случае после нагрева патронника до критической температуры УСМ автоматически перестраивается на стрельбу с заднего шептала, для принудительной вентиляции канала ствола.
УСМ ударникового типа позволяет вести стрельбу одиночными выстрелами и непрерывными очередями.
Ствол с четырьмя правыми нарезами оснащён пламегасителем, приспособленным также для метания винтовочных гранат.
Флажковый предохранитель-переводчик режимов стрельбы находится с правой стороны ствольной коробки над спусковым крючком. На левой стороне ствольной коробки нанесён номер оружия. 
Приклад и пистолетная рукоятка — деревянные. Приклад может фиксироваться на плече благодаря специальной откидывающейся вверх пластине. Приклад образует прямую линию со стволом, что положительно сказывается на кучности стрельбы. 
Оружие оснащено складной двуногой сошкой, также может быть установлен штык-нож.
Возможна установка 2,2х-кратного оптического прицела.

## Страны-эксплуатанты

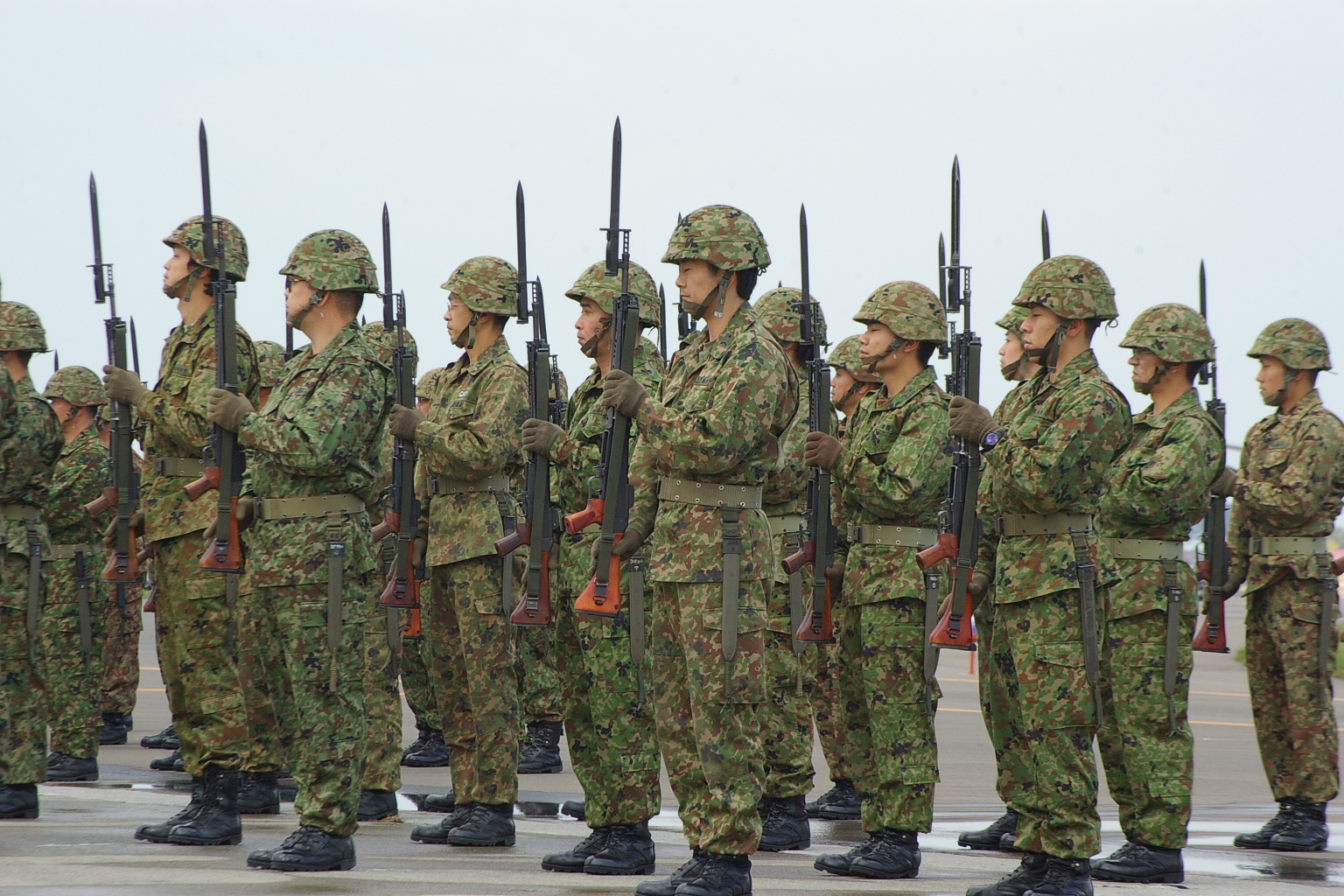
японские солдаты с автоматами "тип 64" (2007)

- Япония[3] - по состоянию на ноябрь 2020 года оставались на вооружении[8]